# Labugama
Labugama is een geslacht van rechtvleugeligen uit de familie sabelsprinkhanen (Tettigoniidae). De wetenschappelijke naam van dit geslacht is voor het eerst geldig gepubliceerd in 1932 door Henry.

## Soorten
Het geslacht Labugama  is monotypisch en omvat slechts de volgende soort:
- Labugama pearsoni (Henry, 1932)